# ダミアン・マッケンジー
ダミアン・シンクレア・マッケンジー（Damian Sinclair McKenzie、1995年4月20日 - ）は、スーパーラグビー・パシフィック、チーフスに所属するラグビーユニオン選手。

## プロフィール
- ニュージーランド・インバーカーギル出身[1]。
- ポジションはスタンドオフ(SO)、フルバック(FB)。
- 身長 175 cm、体重 81 kg[2]
- 兄のマーティーもラグビー選手[3]。
- U20ニュージーランド代表に選ばれたことがある[4]。
- マオリ・オールブラックスに選ばれたことがある。
- ニュージーランド代表キャップは61（2025年6月現在）。
- プレイスキックのアドレス中に笑顔を見せることから微笑みの貴公子と呼ばれている。

## 略歴
ワイカトを経て、2015年、チーフスに加入。
2019年4月の試合中に膝前十字靭帯断裂を起こし、ラグビーワールドカップ2019のニュージーランド代表には選ばれなかった。
2021年、東京サントリーサンゴリアスに加入。
2022年1月8日に行われたJAPAN RUGBY LEAGUE ONE第1節東芝ブレイブルーパス東京戦にて先発出場で日本での公式戦初出場を果たした。同年、ワイカトに復帰。
2023年、チーフスに復帰。同年8月、ラグビーワールドカップ2023のニュージーランド代表に選ばれた。

## 受賞歴

### ジャパンラグビーリーグワン
- 2022リーグワンベスト15(FB) 得点王

### スーパーラグビー・パシフィック
- 2025年スーパーラグビー・パシフィック チーム・オブ・ザ・イヤー:36回(フライハーフ) [12]